# Јофикатор
Јофикатор (рус. Ёфикатор) је компјутерски програм или 
додатак за текст едитор који враћа ћирилично слово 
"Ё" (руски изговор: јо) у руским текстовима на места где је "Е" 
(руски изговор: је) било коришћено уместо њега. Већина новина и издавача 
користе „Е“ у свим контекстима, претпостављајући да образовани читалац 
може да утврди које би слово требало користити. То ствара велики број 
хомографа (који нису и хомофони), што и јесте проблем који 
јофикатор треба да исправи.
Проблем избора између Ё и Е у руском правопису може бити веома 
комплексан и захтевати дубинску анализу контекста. Због тога још није 
могуће направити јофикаторе који могу да аутоматски реше овај проблем. 
Постојећи јофикатори се ослањају на посебно направљене базе 
података руских речи које садрже слово "Ё", и мењају „Е“ у "Ё" само у 
недвосмисленим случајевима ("непотпуна" или "брза јофикација") 
или раде интерактивно остављајући избор кориснику у двосмисленим 
случајевима (као, на пример, избор између "все" — 
"свако“ и "всё" — „све").
Израз „јофикатор“ се такође користи да означи особу која мења Е у Ё, 
или, у ширем смислу речи, особу која подржава коришћење слова Ё.